# Al Ain FC
Al Ain FC je nogometni klub iz Ujedinjenih Arapskih Emirata sa sjedištem u Al Ainu.
Hrvatski trener Zlatko Dalić je s ovim klubom osvojio Predsjednikov kup (2014.), te prvenstvo (2015.) i Superkup (2015.), ali naslov pobjednika azijske Lige prvaka izmaknuo mu je u završnici koju su izgubili od južnokorejskoga Jeonbuk Hyundai Motors iz Jeollabuka.
Sezone 2017./2018. hrvatski trener Zoran Mamić je s Al Ainom osvojio naslov prvaka, osiguravši naslov u pretposljednjem kolu.

## Hrvatski treneri u Al Ainu
Zlatko Dalić (2014. – 2017.)

 Joško Španjić* (2017.)

 Zoran Mamić (2017. – 2019.)

 Željko Sopić* (2019.)

 Ivan Leko (2019.)
* privremeni trener

## Galerija
- Zlatko Dalić, trener momčadi 2014.-2017.
- Zoran Mamić, trener momčadi 2017.-2019.
- Ivan Leko, trener momčadi 2019.